# 박태경 (육상 선수)
박태경(朴泰硬, 1980년 7월 30일~)은 대한민국의 육상 선수로 주 종목은 허들이다.

## 경력
2002년 2002 부산 남자 육상 허들 100m에서 동메달을 획득했다.
2010년 광저우에서 열린 2010년 아시안 게임 남자 육상 허들 110m에서 13.48초로 한국신기록을 세우며 동메달을 획득했다.

## 수상
- 체육포장(2016년)